# Barbe Rouge (bier)
Barbe Rouge (Roodbaard) is een Belgisch bier van hoge gisting.
Het bier wordt sinds 2010 gebrouwen in Brouwerij Verhaeghe te Vichte.
Het is een koperrood bier met een alcoholpercentage van 8% (17° Plato). Dit bier behoort samen met Barbe d'Or, Barbe Noire en Barbe Ruby tot de reeks van Barbe-bieren.